# Pardosa occidentalis
Pardosa occidentalis este o specie de păianjeni din genul Pardosa, familia Lycosidae, descrisă de Simon, 1881. Conform Catalogue of Life specia Pardosa occidentalis nu are subspecii cunoscute.